# Adrian Erlandsson
Adrian Erlandsson (Malmö, Švedska, 27. listopada 1970.) švedski je bubnjar koji svira sa sastavima At the Gates, The Haunted i Nemhain.
Bio je bubnjar skupina H.E.A.L, Hyperhug, Decameron, Cradle of Filth, Brujeria, Paradise Lost, Netherbird i Needleye.
Trenutačno živi u Londonu. Adrianov je brat Daniel Erlandsson, bubnjar grupe Arch Enemy i bivši bubnjar Carcass.

## Diskografija
At the Gates
- The Red in the Sky Is Ours (1992.)
- With Fear I Kiss the Burning Darkness (1993.)
- Terminal Spirit Disease (1994.)
- Slaughter of the Soul (1995.)
- At War with Reality (2014.)
- To Drink from the Night Itself (2018.)
- The Nightmare of Being (2021.)

Paradise Lost
- Tragic Idol (2012.)
- The Plague Within (2015.)

Cradle of Filth
- Midian (2000.)
- Damnation and a Day (2003.)
- Nymphetamine (2004.)
- Thornography (2006.)

The Haunted
- The Haunted (1998.)
- Exit Wounds (2014.)
- Strength in Numbers (2017.)

Netherbird
- The Ghost Collector (2008.)
- Monument Black Colossal (2010.)